# 채경주
채경주(1971년 7월 14일 ~ )는 한국계 미국인 배우, 극작가, 강연자이다. 영어 이름은 에스터 채(Esther K. Chae)이다. 교포 2세로서 한국과 미국을 오가며 성장했고, 연극 배우로 데뷔한 뒤 TV 드라마와 영화에 출연하였다. 또 자신의 경험을 바탕으로 한 강연 활동도 이어가고 있다.

## 생애와 경력
그녀는 미국 오리건주에서 태어났고, 5살 이후 부모를 따라 대한민국과 미국을 오가며 성장했다. 고려대학교 불어불문과를 졸업하고, 미국으로 건너가 예일 대학교 드라마 스쿨에서 예술학 석사(MFA)를, 미시간 대학교에서 문학 석사를 받았다. 부모는 딸이 문학교수가 되기를 바랐지만, 그녀는 10대 때부터 배우가 되기를 원했다. 인터뷰에 따르면 이런 생각에는 어디서나 '이방인'으로 지내야 했던 교포 정체성이 영향을 끼쳤다고 한다.
뉴욕에서 연극 배우로 데뷔했지만, 미국의 연극 무대에서 아시아계가 캐스팅되는 것은 어려웠다. 연속적으로 무대에 설 기회가 보이지 않자 그녀는 로스앤젤레스로 갔다. 이 날은 마침 뉴욕에서 9.11 테러가 터진 날이었다. 로스앤젤레스에서 그녀는 기획과 각본, 1인 4역을 모두 소화한 일인극 〈그리하여 화살은 날아가고〉(So the Arrow Files)를 공연했다. 2005년 초연된 이 작품은 이후 뉴욕과 한국 등에서 공연되며 반향을 불러 일으켰고, 그녀 또한 TV 드라마 《ER》에 조연으로 출연하거나 캠벨 수프 광고에 나오는 등 새로운 기회를 잡을 수 있었다.
2009년 TED 펠로 강연에 출연하였다. 여기에서 그녀는 〈그리하여 화살은 날아가고〉의 한 대목을 공연하기도 했다.
그녀는 한국어와 영어 모두 유창하게 구사할 수 있으며, 한국어 지식 덕분에 영어 문장을 더 시적으로 쓸 수 있었다고 말했다.

## 출연작 목록

### TV 드라마
| 연도    | 제목                   | 원제                           | 배역              | 비고                                  |
| ------- | ---------------------- | ------------------------------ | ----------------- | ------------------------------------- |
| 2002    | 24                     | 24                             | 미나              | "Day 2: 8:00 a.m.-9:00 a.m." 에피소드 |
| 2002-03 | 쉴드: XX 강력반        | The Shield                     | 도나              | 2회분                                 |
| 2003    | ER                     | Law & Order                    | 리포터 저스틴     | 2회분                                 |
| 2003    | 웨스트 윙              | The West Wing                  | 매켄지            | "The Dogs of War" 에피소드            |
| 2005-06 | 나이트 스토커          | Night Stalker                  | 데이              | 2회분                                 |
| 2006    | NCIS                   | NCIS                           | 윤 도슨           | "Light Sleeper" 에피소드              |
| 2007    | 뉴욕 특수수사대        | Law and Order: Criminal Intent | 미즈 김           | "World's Fair" 에피소드               |
| 2008    | 더 영 앤 더 레스트리스 | The Young and the Restless     | 닥터 채           | "Episode #1.8881"                     |
| 2017    | 가이던스               | Guidance                       | 에스터 박 젠슨    | "Dead Slut" 에피소드                  |
| 2018    | 보쉬                   | Bosch                          | 오브리 스텐스트럼 | "The Wine of Youth" 에피소드          |

### 영화
| 연도 | 제목                | 원제         | 배역              | 비고       |
| ---- | ------------------- | ------------ | ----------------- | ---------- |
| 2003 | S.W.A.T. 특수기동대 | S.W.A.T      | 리포터            |            |
| 2013 | 올모스트 휴먼       | Almost Human | 한국인 뉴스캐스터 |            |
| 2015 | 시스터즈            | Sisters      | 파티 손님         |            |
| 2020 | 소울                | Soul         | 미호              | 애니메이션 |